# C-35 (Spanje)
De C-35 of Autovía Vidreras-Llagostera is een autovía in Catalonië.
Deze weg verbindt de AP-7 met de C-65 in Llagostera over een afstand van 15 kilometer.